# Micrococcus
Genre
Micrococcus est un genre de bactéries à coloration Gram positive appartenant à la famille des Micrococcaceae, décrit pour la première fois en 1872 par Cohn.
Les cellules sont des coques de 0,5 à 2 µm de diamètre, souvent groupées en tétrades ou en amas irréguliers, généralement non mobiles. Ce sont des bactéries aérobies, à métabolisme oxydatif, possédant une catalase, chimio-organotrophe. La paroi cellulaire de Micrococcus est importante et peut faire jusqu'à 50 % de la masse cellulaire. Son génome est riche en paires guanine-cytosine (GC), avec un taux de GC généralement compris entre 65 et 75 % .
Ces bactéries ont de nombreux habitats, notamment le sol, les eaux douces, les aliments mais leur habitat primaire est la peau des mammifères.

## Écologie et habitat
Micrococcus a été isolé de la peau humaine (et donc dans le microbiote cutané humain) et animale. La peau des mammifères est considérée, à ce jour, comme l'habitat principal de Micrococcus.

### Peau humaine
La peau humaine est riche en microcoques. En effet, une population cutanée de Micrococcus a été retrouvée chez 96 % de 115 individus habitant dans 18 États différents des États-Unis , avec une très forte proportion en M. luteus (~90 % des cas). Une étude  a montré que les microcoques constituent 1 à 20 % de la flore aérobie totale isolée de la peau de la tête, des jambes et des bras, mais moins de 1 % de ces isolats correspond à des zones de haute densité bactérienne comme les aisselles ou les narines. Les microcoques sont rarement isolés sur la peau d'enfants de moins d'un an.
Lorsqu'il est sur la peau humaine, Micrococcus luteus dégrade les composés de la sueur en composés à l'odeur désagréable[Lesquels ?].

### Peau animale
Micrococcus a été isolé de la peau de nombreux animaux, incluant écureuils, rats, ratons-laveurs, opossums, chevaux, porcs, bovins, chiens et divers primates. L'espèce dominante est M. varians tandis que M. luteus est surtout trouvé sur la peau humaine,.

### Sources secondaires
Les sources secondaires, c'est-à-dire contenant une faible population de ces coques, sont les produits laitiers, les viandes, la bière, les sols et poussières, les boues d'estuaire, l'eau de mer  et l'eau douce, mais également l'air. Le sol était précédemment considéré comme la source primaire des microcoques , cependant M. luteus meurt rapidement lorsqu'il est placé dans un sol naturel. Des observations microscopiques ont montré que la bactérie était physiquement détruite par des prédateurs de bactéries du sol, dont Streptoverticullum sp.,.
Lorsqu'ils ne sont pas détruits par des prédateurs bactériens et malgré le fait qu'ils ne forment pas de spores, les Micrococcus peuvent survivre durant un grand laps de temps. Une étude récente de Greenblat et al. a démontré qu'un M. luteus a survécu dans l'ambre entre 34 000 et 170 000 ans, voire plus, sur la base de l'étude de son ARNr 16S.
Dans la bière, Micrococcus kristinae forme des sédiments dans les bouteilles de bière et change les saveurs de cette dernière.

## Pouvoir pathogène
Micrococcus est généralement considéré comme un organisme saprophyte ou commensal. Il peut cependant être un pathogène opportuniste, notamment chez les patients immunodéprimés (comme les patients infectés par le VIH). Chez ces derniers, les microcoques peuvent être impliqués dans diverses infections, notamment des bactériémies récurrentes, des chocs septiques, de l'arthrite septique, des endocardites ou encore des méningites. Dans de rares cas, la mort d'un patient immunodéprimé peut être due à une infection pulmonaire à Micrococcus.
Il peut être difficile d'identifier Micrococcus comme cause d'une infection, car il est normalement présent dans la microflore de la peau humaine et que le genre est rarement impliqué dans une infection (hormis dans les cas cités plus haut). La culture de cette bactérie dans un échantillon de sang est en général une contamination du prélèvement, sauf chez les personnes immunodéprimées ou chez les porteurs du virus VIH et étant atteints du SIDA comme cité ci-dessus.

## Propriété bactérienne

### Morphologie
La morphologie est la description de l'aspect, à l’œil nu ou au microscope, de la bactérie ou de ses colonies. Ces critères de morphologies permettent de déterminer vers quels genres bactériens généraux se diriger et donc déterminer les tests biochimiques et les milieux de cultures à utiliser par la suite.

#### Macroscopique

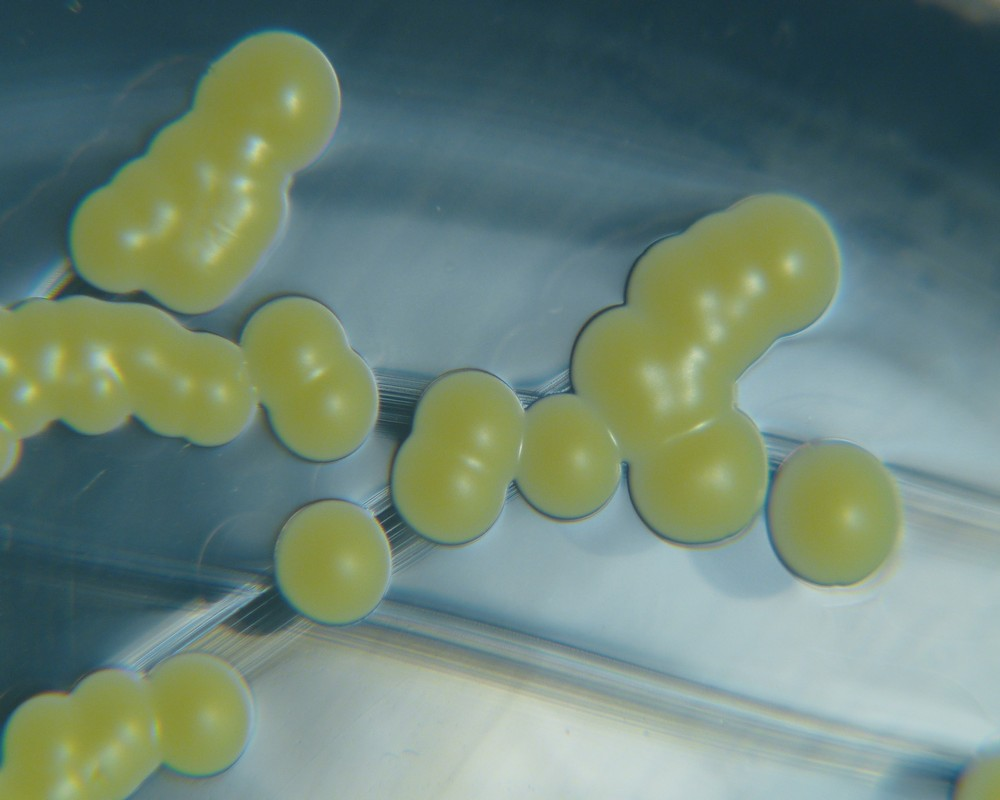
Colonie de M. luteus après 48h de culture à 37 °C sur milieu TSA

Les colonies sont généralement rondes, à bord régulier, de relief bombé et d'aspect lisse et brillant. Elles sont généralement pigmentées avec des nuances de jaunes ou de rouges, donnant un aspect opaque aux colonies.

#### Microscopique

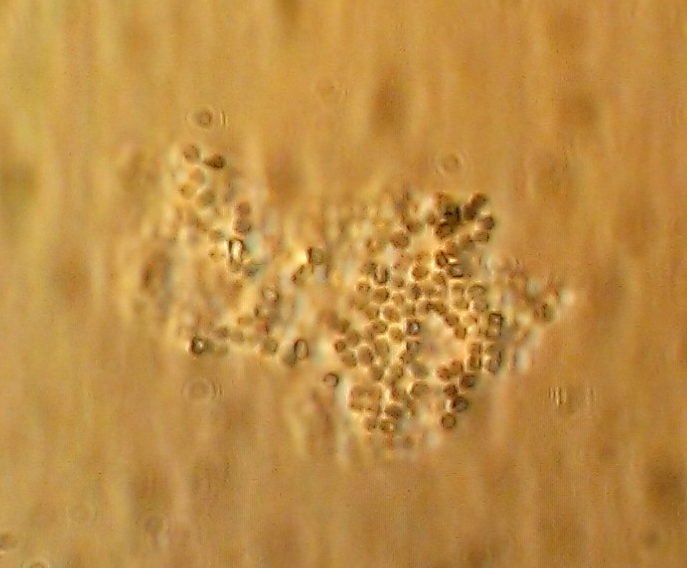
Micrococcus sp. - État frais au microscope à contraste - x1250

Les bactéries du genre Micrococcus sont des coques Gram positives, de 0.5 à 2.0 µm de diamètre, groupées en tétrade, amas irréguliers ou éventuellement en paires. Le groupement en chaines n'est pas visible.

Elles sont généralement non mobiles(Micrococcus agilis et M. roseus sont mobiles) et asporulés ,.

### Milieux d'isolement
Les milieux d'isolement permettent de faire croître et de séparer les différents organismes présents dans un échantillon et donc de les isoler afin de pouvoir les étudier individuellement. Ces milieux peuvent contenir diverses substances inhibitrices ou chimiques, permettant alors des informations sur les micro-organismes étudiés.

#### Milieux généraux
La plupart des microcoques poussent sur gélose nutritive ou sur gélose P(présenté par Naylor et Burgi en 1984), à 37 °C. Ils sont également généralement halotolérants, poussant avec 5 % de chlorure de sodium et poussent dans une gamme de température optimale de 25 à 37 °C.
Les seules exceptions sont M. agilis qui est psychrophile et pousse mieux entre 22 et 25 °C, et M. halobius qui nécessite 5 % de chlorure de sodium (NaCl) (par comparaison, la salinité de l'océan tourne autour de 3,5%) pour croître dans ce type de milieu peu riche.

#### Milieux sélectifs
L'utilisation de milieux sélectifs peut permettre d'éliminer certains organismes non recherchés présents régulièrement dans les échantillons isolés :
- l'utilisation de cycloheximide (50 mg/L) permet l'inhibition des moisissures, notamment pour l'isolement à partir de mammifères non humains[3],[4],[6] ;
- la gélose FTO au nitrofurane (50 mg/L), développée par Curry et Borobian en 1976[16], permet d'isoler les populations de microcoques (et de corynebactéries) en évitant la croissance de Staphylococcus, organismes fréquemment retrouvés sur des échantillons provenant de la peau ;
- la gélose FP au furazolidone (50 mg/L), développée par Rheinbaben et Hadlok en 1981[17], permet la croissance des Micrococcus et inhibe la croissance des Staphylococcus.

#### Conservation
Les cultures de microcoques peuvent être stockées sur gélose nutritive au réfrigérateur (5 °C) pour 3 à 5 mois, si elles sont en tube parfaitement scellé. Elles peuvent également être stockées sur gélose nutritive, sous paraffine liquide au réfrigérateur (5 °C) durant 1 à 2 ans. La méthode la plus fiable est la lyophilisation selon la méthode standard de Kirsop et Snell ou l'azote liquide.

### Caractéristiques phénotypiques et biochimiques

#### Caractéristiques métaboliques

##### Générales
Micrococcus est un genre chimioorganotrophe, et possèdent un métabolisme aérobie qui produit rarement (ou peu) d'acides à partir des sucres.
De plus, les microcoques sont catalase positifs, oxydase variable et aérobie stricts,.
Plusieurs espèces de Micrococcus, comme M. luteus, et M. roseus, produisent des pigments caroténoïdes jaunes ou roses  lorsqu'elles poussent sur des géloses contenant du mannitol.
Voici quelques composés carbonés pouvant être (ou non) oxydés, en dioxyde de carbone et en eau, par les Micrococcus,,,,.
| Composé carboné | Réaction d'oxydation par Micrococcus |
| --------------- | ------------------------------------ |
| Acétate         | Positive                             |
| Lactate         | Positive                             |
| Pyruvate        | Positive                             |
| Succinate       | Positive                             |
| Fructose        | Positive                             |
| Galactose       | Positive                             |
| Glucose         | Positive                             |
| Glycérol        | Positive                             |
| Maltose         | Positive                             |
| Sucrose         | Positive                             |
| Mannitol        | Variable                             |
| Sorbitol        | Variable                             |
| Arabinose       | Variable                             |
| Rhamnose        | Variable                             |
| Ribose          | Variable                             |
| Xylose          | Variable                             |
| Amidon          | Variable                             |
| Dulcitol        | Négative                             |

Du côté enzymatique, la thymidine kinase et une phosphorylase peuvent être détectées. De plus, une uridine phosphorylase, démontrant une activité faible est trouvable et l'uridine kinase n'est pas détectable.

##### Cas spécifiques
Une souche de M. luteus a montré la production de riboflavine (vitamine B2), lorsqu'elle pousse sur des polluants organiques, toxiques, comme la pyridine.
Les souches de M. varians et de M. kristinae peuvent pousser en anaérobie facultative et produisent alors de l'acide L-lactique à partir du glucose,.

##### SéparationMicrococcus/Staphylococcus
Les caractéristiques phénotypique et biochimique des microcoques et des staphylocoques sont très proches. Les plus grandes différences permettant la différenciation des genres se retrouvent au niveau de la séquence ADN, de la composition de la paroi, des acides gras présents sur la membrane et de la classe de ménaquinones (MK) produites. Cependant, ces caractéristiques ne peuvent être facilement mises en exergue dans un laboratoire classique.
Il donc faut des tests spécifiques, simples et facilement mis en œuvre afin de pouvoir les séparer avec certitude. Voici quelques-uns de ces tests :
- Production d'acide par fermentation (anaérobie) à partir du glucose[3],[25].
- Production d'acides en culture aérobie à partir de glycérol en présence d’érythromycine à 0,4 µg/mL [3],[26]. Une étude plus récente a cependant mis en évidence que la présence d'érythromycine n'était pas obligatoire [27].
- Croissance sur gélose au nitrofurane (gélose FTO)[16].
- Croissance sur gélose au furazolidone (gélose FP)[3],[17].
- Sensibilité au composé vibriostatique O129 (0,5 mg/disque) - Préférentiellement testé sur milieu Mueller-Hinton[3],[28].
- Sensibilité à la bacitracine[29].
- 'Sensibilité à la lysostaphine[30].

Et voici les résultats à ces tests :
| Test                               | Micrococcus                              | Staphylococcus       |
| ---------------------------------- | ---------------------------------------- | -------------------- |
| Fermentation lactique du glucose   | Généralement(> 70 %) négatif             | Généralement positif |
| Acidification à partir du glycérol | Négatif (sauf M. kristinae et M. roseus) | Généralement positif |
| Résistance au O129                 | Sensible                                 | Résistant            |
| Résistance à la bacitracine        | Sensible                                 | Résistant            |
| Résistance à la lysostaphine       | Résistant                                | Sensible             |
| Croissance sur gélose FP           | Positif                                  | Négatif              |
| Croissance sur gélose FTO          | Positif                                  | Négatif              |

Les souches de M. kristinae et de M. roseus productrices d'acides à partir du glycérol sont cependant facilement différenciables des Staphylococcus par leurs colonies convexes et leurs pigments caractéristiques.

#### Composition membranaire et de la paroi
La membrane cytoplasmique des Micrococcus a été particulièrement étudiée via M. luteus,.
L'acide gras majeur présent dans la membrane plasmique des microcoques est un C15 saturé avec des branchements méthyles,,,,,, tandis que les phospholipides majeurs sont la cardiolipine et le phosphatidylglycérol. D'autre part, la membrane contient beaucoup de longues chaines carbonées aliphatiques de l'ordre du C22 au C33,,,.
Ils contiennent également des ménaquinones hydrogénées de type MK-7, MK-8 et MK-9,,, et des cytochromes de type a-, b-, c- et d-,.
La membrane plasmique est également le siège des enzymes permettant la biosynthèse des phospholipides, du peptidoglycane et des acides teichuroniques ,,,,.
Les membranes de M. luteus  sont inhabituellement riches en mannose, et nombre de ces mannoses sont liés à un lipomannane succinylé. De plus, une partie de ces mannoses est également retrouvée dans les glycoprotéines membranaires. Cette présence de glycoprotéines est d'ailleurs plutôt inhabituelle chez les eubactéries.

### Caractéristiques génomiques
Ce genre possède un GC% riche, entre 65 et 75 mol%.

#### Génome
Les études de transformations et d'hybridation ont montré que les espèces du genre Micrococcus ne sont pas extrêmement proches. Les espèces M. lulteus et M. lylae montrent une similarité de séquence de l’ordre de 40 à 50 % (dans des conditions d'association optimale), alors que M. luteus et M. kristinae ou M.lylae n'en montrent qu'entre 10 et 18 %. Cela suggère que plusieurs espèces de microcoques pourraient, sur la base de l'analyse de l'ARN ribosomique, être reclassifiées dans d'autres genres microbiens.
D'autre part, les analyses comparatives de son ARN ribosomique 16S, et les analyses chimiques de sa paroi, montrent qu'il est plus proche du genre Arthrobacter que d'autres genres coccoïdes comme les Staphylococcus et les Planococcus,,,. Pour cette raison, il ne peut être inclus dans les genres Staphylococcus et Planococcus, au sein de la famille des Microccocaceae dont il fait partie.
L'ARN ribosomique de la souche type du genre, M. luteus, a été séquencée et sa comparaison avec d'autres ARNr 23S bactériens a permis de construire des sondes spécifiques. L'une de ces sondes (pAR28) est très spécifique et ne réagit qu'avec M. luteus et M. lylae, qui sont proches génomiquement. Tandis qu'une autre sonde (pAR27) réagit avec tous les microcoques, mais également avec le genre Arthrobacter, qui est donc proche des Micrococcus.

#### Plasmides
Dans la majorité des souches de microcoques, un pourcentage variable (7 à 55 %) de plasmides a pu être détecté.
La plupart des souches possédant des plasmides montrent 1 à 2 types de plasmides, ayant une taille comprise entre 1 et 100 MDa.

## Intérêt industriel

### Agro-alimentaire
Les microcoques sont utilisés dans la production de viandes fermentées, pour améliorer leurs couleurs, arômes et saveurs, et conserver leurs qualités organoleptiques,,,. Cependant, si l'on se base sur les mises à jour de classification, la majorité des souches utilisés ont été reclassées dans les staphylocoques, en particulier Staphylococcus carnosus et occasionnellement S. xylosus,.
Les vraies microcoques utilisées dans les traitements de la viande sont des Micrococcus varians et M. kristinae (retrouvées isolées de saucisses fermentées),.

### Pharmaceutique
Des espèces de Micrococcus, plus précisément M. luteus et M. varians, sont largement utilisées pour rechercher divers antibiotiques dans des fluides corporels, la nourriture, le lait ou les préparations pharmaceutiques,,,,,.

### Industrie pétrolière et environnementale
Les microcoques, comme beaucoup d'autres représentants des actinobactéries, ont un catabolisme polyvalent, avec une habilité à utiliser un large spectre de composés inhabituels, comme les pyridines, les herbicides, les biphényles chlorés ou le pétrole et dérivés,. Ils sont probablement impliqués dans la détoxification ou la biodégradation de nombreux autres polluants environnementaux . D'autres Micrococcus isolés produisent divers composés utiles, comme les hydrocarbures aliphatiques à longue chaine carbonée (C21-C34) pour les huiles lubrifiantes,,,.

## Espèces appartenant au genreMicrococcus

### Liste de laLPSNapprouvée par l'IJSEM
Le genre Micrococcus était traditionnellement différencié en 9 espèces , sur la base de critères phénotypiques tels que la production de pigment(s) et la morphologie des colonies. Par exemple, M. lylae peut être différencié de M. luteus par la production d'un pigment jaune chez M. luteus et une absence de pigment ou un pigment blanc-crème chez M. lylae, bien que ces deux espèces aient de nombreuses caractéristiques communes. De même M. roseus est la seule espèce de Micrococcus produisant des pigments roses.
Cette classification a été profondément remaniée par les données de la phylogénétique moléculaire et notamment les résultats du séquençage de l'ARN ribosomique 16S. Seules deux des anciennes espèces ont été conservées tandis que les sept autres ont été reclassées, trois dans le genre Kocuria et les quatre autres dans des genres différents :
- Micrococcus luteus (Schroeter 1872) Cohn 1872 (espèce généralement prise comme type de description du genre),
- Micrococcus lylae Kloos et al. 1974[4]
- anc. Micrococcus agilis Ali-Cohen 1889 : reclassé en Arthrobacter agilis (Ali-Cohen 1889) Koch et al. 1995,
- anc. Micrococcus halobius Onishi & Kamekura 1972 : reclassé en Nesterenkonia halobia (Onishi & Kamekura 1972) Stackebrandt et al. 1995,
- anc. Micrococcus kristinae Kloos et al. 1974[4] : reclassé en Kocuria kristinae (Kloos et al. 1974) Stackebrandt et al. 1995,
- anc. Micrococcus nishinomiyaensis Oda 1935 : reclassé en Dermacoccus nishinomiyaensis (Oda 1935) Stackebrandt et al. 1995,
- anc. Micrococcus roseus Flügge 1886 : reclassé en Kocuria rosea (Flügge 1886) Stackebrandt et al. 1995,
- anc. Micrococcus sedentarius ZoBell & Upham 1944 : reclassé en Kytococcus sedentarius (ZoBell & Upham 1944) Stackebrandt et al. 1995,
- anc. Micrococcus varians Migula 1900 : reclassé en Kocuria varians (Migula 1900) Stackebrandt et al. 1995.

Le genre Micrococcus s'est néanmoins enrichi de nouvelles espèces décrites à partir de 2000 :
- Micrococcus aloeverae Prakash et al. 2014, sp. nov. : bactérie halotolérante isolée des feuilles d'Aloe vera
- Micrococcus antarcticus Liu et al. 2000, sp. nov. : bactérie psychrophile de l'Antarctique,
- Micrococcus cohnii Rieser et al. 2013, sp. nov. : isolé dans l'air,
- Micrococcus endophyticus Chen et al. 2009, sp. nov. : isolée de la surface des racines de Aquilaria sinensis,
- Micrococcus flavus Liu et al. 2007, sp. nov. : isolé des boues d'un bioréacteur,
- Micrococcus lactis Chittpurna et al. 2011, sp. nov. : isolé des déchets de l'industrie laitière,
- Micrococcus terreus Zhang et al. 2010 : isolé d'un sol de forêt,
- Micrococcus yunnanensis Zhao et al. 2009, sp. nov. : isolé de la surface de Polyspora axillaris.

### Autres identifications

#### ITIS
Selon ITIS (20 octobre 2018) :
- Micrococcus antarcticus Liu et al., 2000
- Micrococcus endophyticus Chen et al., 2009
- Micrococcus flavus Liu et al., 2007
- Micrococcus lactis Chittpurna et al., 2011
- Micrococcus luteus (Schroeter, 1872) Cohn, 1872 emend. Wieser et al., 2002
- Micrococcus lylae Kloos et al., 1974 emend. Wieser et al., 2002
- Micrococcus terreus Zhang et al., 2010
- Micrococcus yunnanensis Zhao et al., 2009

#### NCBI
Selon NCBI (21 octobre 2018) :
- Micrococcus aerogenes
- Micrococcus alkanovora
- Micrococcus aloeverae
- Micrococcus antarcticus
- Micrococcus chenggongense
- Micrococcus cohnii
- Micrococcus endophyticus
- Micrococcus flavus
- Micrococcus indicus
- Micrococcus luteus
  - non-classé Micrococcus luteus CD1_FAA_NB_1
  - non-classé Micrococcus luteus J28
  - non-classé Micrococcus luteus Mu201
  - non-classé Micrococcus luteus NCTC 2665
  - non-classé Micrococcus luteus SK58
  - non-classé Micrococcus luteus str. modasa
- Micrococcus lylae
  - non-classé Micrococcus lylae NBRC 15355
- Micrococcus terreus
- Micrococcus thailandicus
- Micrococcus xinjiangensis
- Micrococcus yunnanensis